# Handelschemiker
Ein Handelschemiker ist ein Freiberufler, der als selbstständiger Berater für Hersteller und Handel im chemischen Bereich tätig ist. Er kann von einer Industrie- und Handelskammer als Sachverständiger für Lebensmittelchemie bzw. Handelschemie öffentlich bestellt und vereidigt sein.